# Polisonger

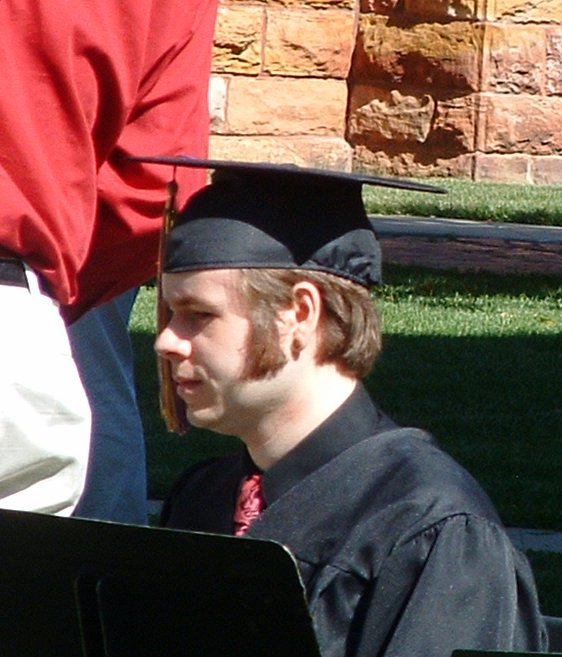
En amerikansk student med polisonger

Polisonger är hårväxt längs käkarnas sida, mellan tinningarna och läpparna.
Många män har naturligt växande polisonger. Även vissa kvinnor har antydan till dem.

## Etymologi
Ordet polisong i betydelsen kindskägg finns bara på svenska och finska (endast i pluralform: pulisongit). Det kommer visserligen från franska polisson, ’tjuvpojke’, men det ordet används aldrig för att beskriva något slags skägg på franska eller något annat språk. Det är inte känt hur ordet kom i bruk på svenska, men det finns i skrift från sekelskiftet 1800. Som skäggmode utvecklades polisongen i England på senare delen av 1700-talet.